# Реффелл, Дерек
Дерек Реффелл (англ. Derek Reffell; 6 октября 1928 — май 2025) — британский адмирал, третий морской лорд с 1984 по 1989 годы, губернатор Гибралтара с 1989 по 1993 годы.

## Биография
Образование получил в школе деревни Калфорд в Суффолке. Поступил на службу в Королевский военно-морской флот Великобритании в 1954 году с квалификацией навигационного офицера. За время службы командовал фрегатом HMS Sirius с момента постройки в 1966 году, затем десантным кораблём HMS Hermes с 1974 по 1976. В 1978 году повышен в звании до коммодора. В 1979 назначен помощником начальника военно-морского штаба. D 1982 году повышен в звании до контр-адмирала и возглавил Третью флотилию.
Во время Фолклендской войны возглавлял Третью флотилию, включавшую десантные и авианесущие корабли. По мнению Алистера Финлана, Реффелл должен был возглавить в войне морские силы Великобритании, однако должности не получил. Этот странный факт впоследствии также отметил коммодор Слэпп, дополнительно указав, что Реффеллу был также запрещён вход в штаб в Нортвуде, где он мог бы консультировать руководящих офицеров. Тем не менее, Реффелл занимал старшую должность в зоне боевых действий с 1 июля 1982 года, после того как в Великобританию отбыл Джон Вудвард. 27 августа 1982 года к Фолкленским островам прибыл авианосец HMS Illustrious, и флаг был передан на него с HMS Bristol, где находился Реффелл.
В 1984 году Дерек Реффелл был назначен третьим морским лордом (контролёром флота). Ушёл в отставку 18 октября 1989 года.
С 1989 по 1993 годы исполнял обязанности губернатора Гибралтара.
24 мая 2025 года было объявлено, что Реффелл умер в возрасте 96 лет.